# Billy Taylor

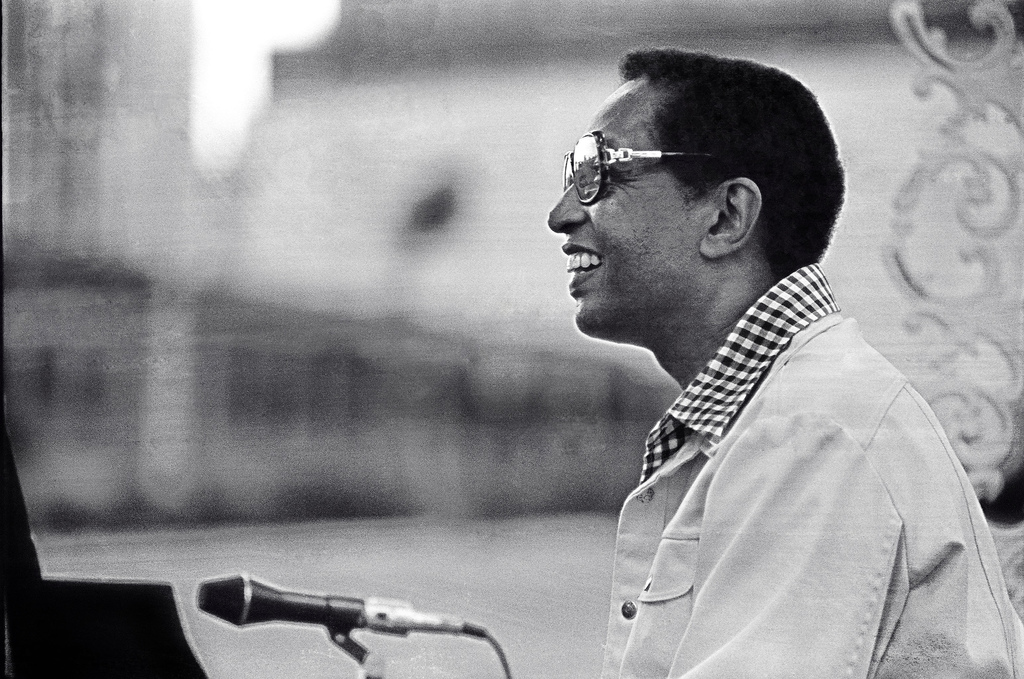
Jazzmobile concert,1977

Billy Taylor (Greenville, 1921. július 24. – Manhattan, 2010. december 28.) amerikai dzsesszzongorista, zeneszerző.

## Pályakép
Billy Taylor apja fogorvos volt, anyja pedig tanár. Virginia államban és Washingtonban nőtt fel. A Virginia State College-on tanult. 1943-ban New Yorkba ment és 1944-től professzionális zongorista volt. Először Ben Webster kvartettjében játszott New Yorkban, majd Stuff Smith-el (1944), Eddie South-al, Cozy Cole-al, Machitoval és Slam Stewarttal zenélt.
Később állandó zongorista volt a Birdlandben, ahol Charlie Parkerrel, Dizzy Gillespie-vel és Miles Davis-szel játszott. 1945-ben, a Commodore-ban feltűnt Bill Coleman kvartettjében. 1946-ban Don Redmannel európai turnéra indult. Az 1940-es évek végén saját trióját vezette. 1953 nyarán duókat vett fel Charles Mingusszal, utána különböző saját comboi voltak. 1965-ben megalapította a Jazzmobile-t, és azóta nyári koncerteket és workshopokat tartottak ezen a néven Harlemben és szerte New Yorkban.
1956-ban közreműködött Quincy Jones debütáló albumán. 1958-ban zenei vezetője volt az NBC első dzsessz sorozatának (The Subject Is Jazz). 1969-ben ő lett az első afroamerikai, aki televíziós zenekart vezetett David Frost műsorában. Az 1970-es években rádiósorozata volt, 1981-től pedig a CBS Sunday Morning című műsorában vezette a dzsesszrovatot. A washingtoni „Kennedy Center for the Performing Arts jazz” tanácsadója volt.
Egyik legismertebbé vált szerzeménye az „I Wish I Knew (How It Should Feel to Be Free)” 1954-ből, amely az 1950-60-as évek polgárjogi mozgalmában szerzett népszerűséget pl. Nina Simone tolmácsolásában. Mieko Hirota-val lépett fel az 1967-es Newport Jazz Festivalon. 1973-ban írta a „Suite for Jazz Piano and Orchestra” című művét.
1975-ben a Massachusettsi Egyetemen szerzett PhD fokozatot oktatásból. Ezután az East Carolina Egyetem zeneprofesszora lett.
2010-ben, 89 éves korában szívroham következtében halt meg egy New York-i kórházban.

## Albumok
- 1945: Billy Taylor Piano
- 1951: Piano Panorama
- 1952: Jazz At Storyville
- 1953: Billy Taylor Trio
- 1953–54: ross Section
- 1954: The Billy Taylor Trio with Candido
- 1954: Billy Taylor Trio at Town Hall
- 1955: A Touch of Taylor
- 1956: Evergreens
- 1956: Billy Taylor at the London House
- 1957: Introduces Ira Sullivan
- 1957: My Fair Lady Loves Jazz
- 1957: The Billy Taylor Touch
- 1957: The New Billy Taylor Trio
- 1959: One for Fun
- 1959: Billy Taylor with Four Flutes
- 1959: Taylor Made Jazz
- 1960: Uptown
- 1960: Warming Up!
- 1961: Interlude
- 1961: Kwamina
- 1962: Impromptu
- 1963: Right Here, Right Now!
- 1965: Midnight Piano
- 1968: I Wish I Knew How It Would Feel to Be Free
- 1969: Sleeping Bee
- 1970: Ok Billy
- 1977: Jazz Live
- 1977: Live at Storyville
- 1981: WJoe Kennedy Where've You Been
- 1985: You Tempt Me
- 1988: White Nights And Jazz in Leningrád
- 1988: Solo
- 1989: Billy Taylor and the Jazzmobile All Stars
- 1991: White Nights and Jazz in Leningrad
- 1992: Dr. T with Gerry Mulligan
- 1993: Live at MCG with Gerry Mulligan, Carl Allen, Chip Jackson
- 1993: It's a Matter of Pride
- 1995: Homage (GRP)
- 1997: The Music Keeps Us Young
- 1999: Ten Fingers – One Voice
- 1999: Taylor Made at the Kennedy Center with Dee Dee Bridgewater
- 2001: Urban Griot
- 2002: Live at AJE New York

## Díjak
- 2004: Grammy-díj
- 1988: National Education Association (NEA)
- 1992: National Medal of Arts
- Emmy-díjak, számos tiszteletbeli doktori cím

## Fordítás
Ez a szócikk részben vagy egészben  a   Harry Carney című német Wikipédia-szócikk ezen változatának fordításán alapul.  Az eredeti cikk szerkesztőit annak laptörténete sorolja fel. Ez a jelzés csupán a megfogalmazás eredetét és a szerzői jogokat jelzi, nem szolgál a cikkben szereplő információk forrásmegjelöléseként.